# Oracle de Nechung

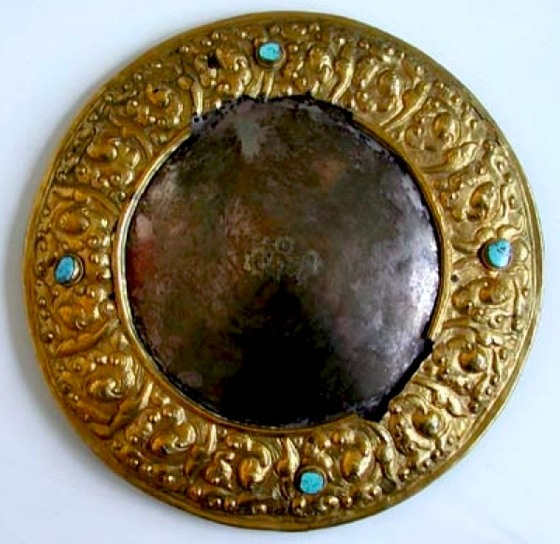
Mirall de l'oracle oficial de l'estat de Tibet

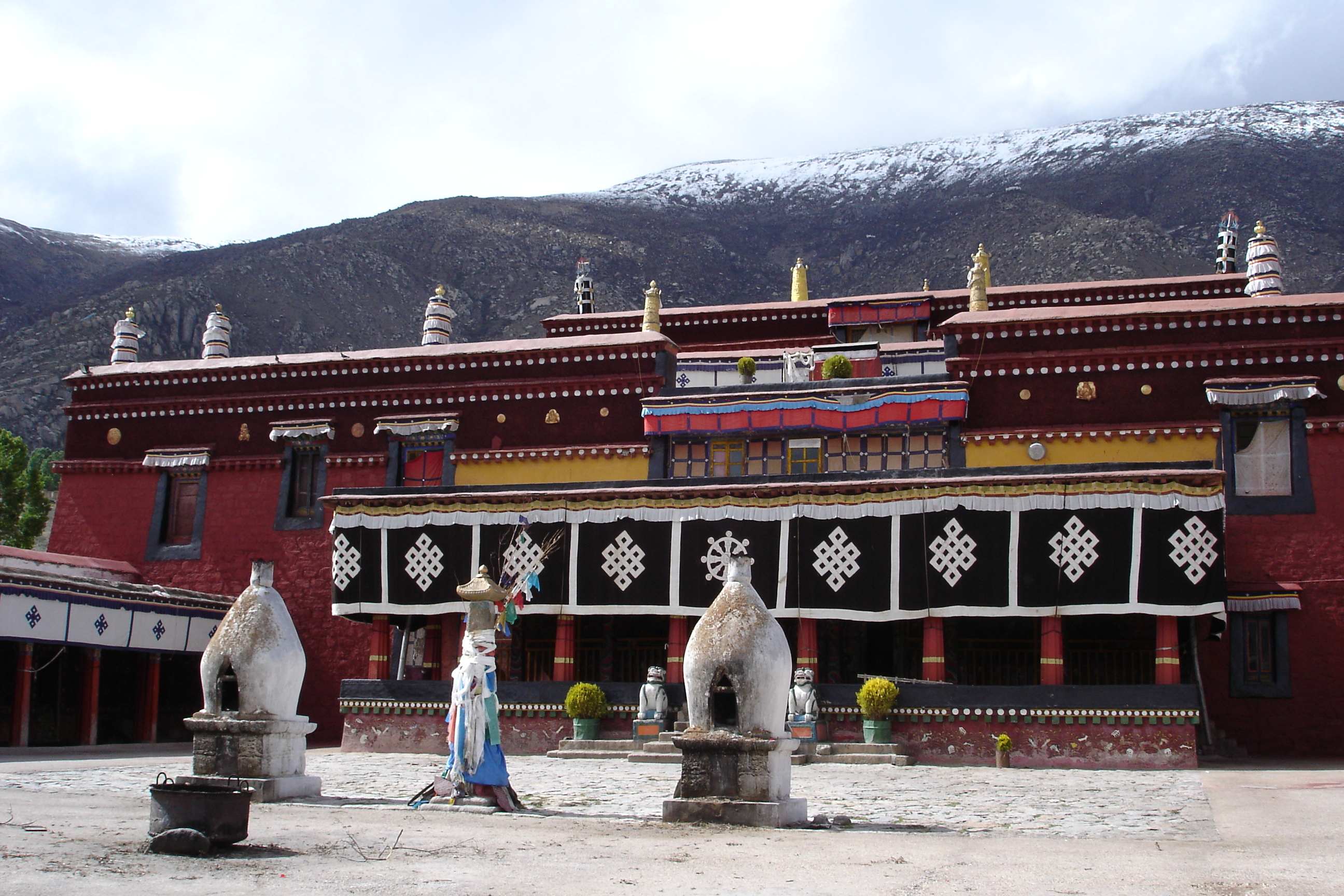
Monestir de Nechung al Tibet

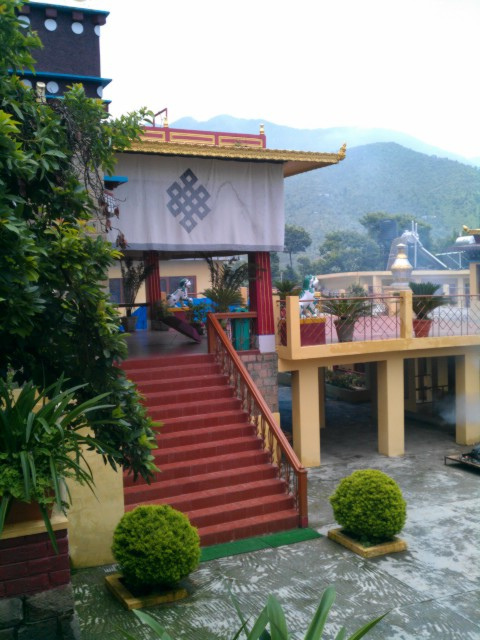
Monestir de Nechung a Dharamsala (l'Índia)

L'oracle de Nechung és l'oracle oficial de l'estat de Tibet, i un dels oracles d'estat de l'antic Tibet. El mèdium era l'abat del monestir de Nechung. El govern tibetà en l'exili ha recreat aquest monestir a Dharamsala (Índia), prop de la residència del XIV dalai-lama. El mèdium de Nechung té el rang de viceministre i se'l consulta almenys amb motiu de l'Any Nou tibetà.
Des del 4 de setembre de 1987, el 17è Kuten és Thubten Ngodup, nascut el 1957 a Phari (Tibet). L'anterior va ser Lobsang Jigmé, mèdium des de 1945 fins al 1984, que l'any 1947 va anunciar les dificultats derivades per al Tibet per l'arribada del règim comunista a la Xina i va aconsellar l'exili del XIV dalai-lama el 1959.

## Història

### Orígens

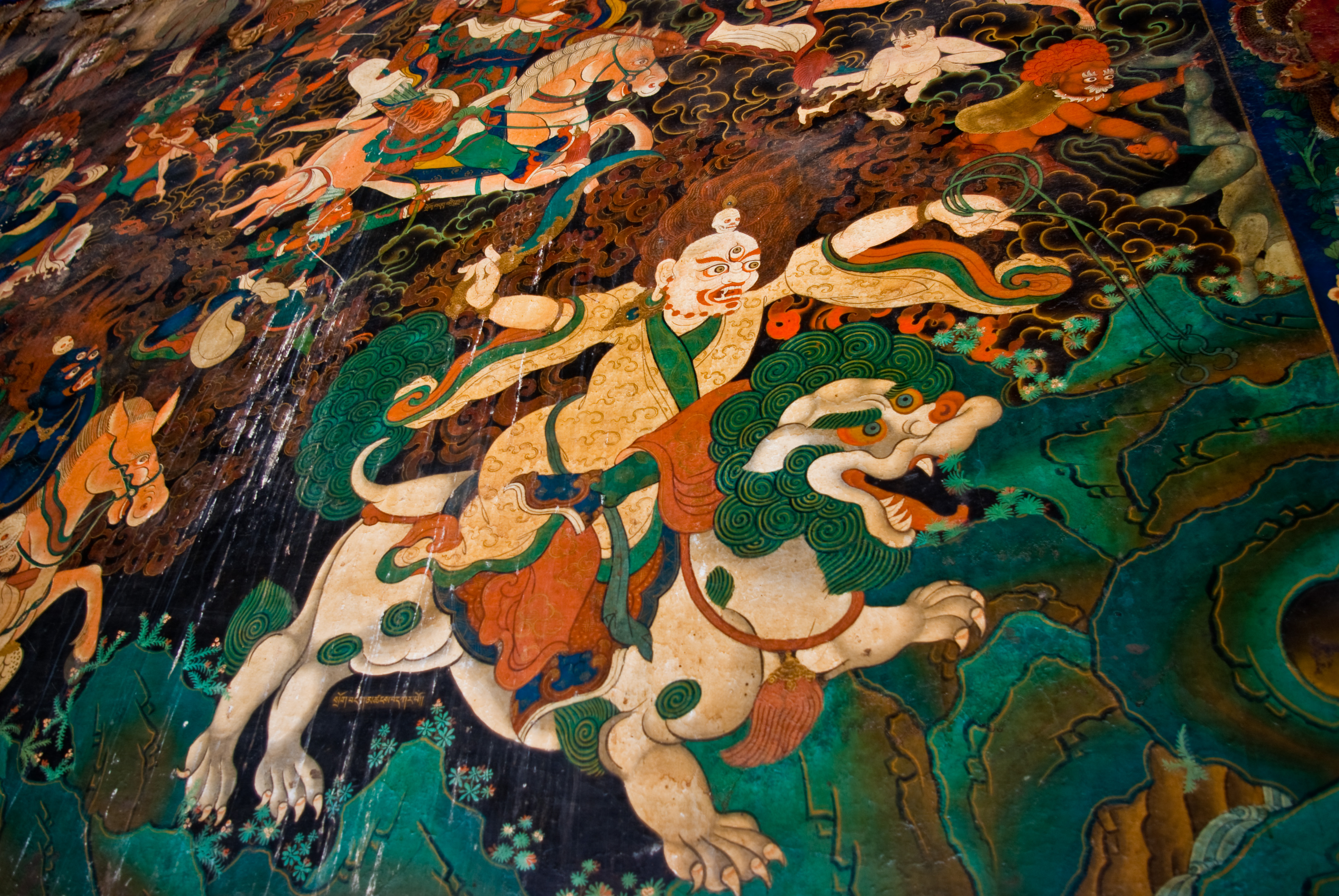
Pehar sobre un lleó

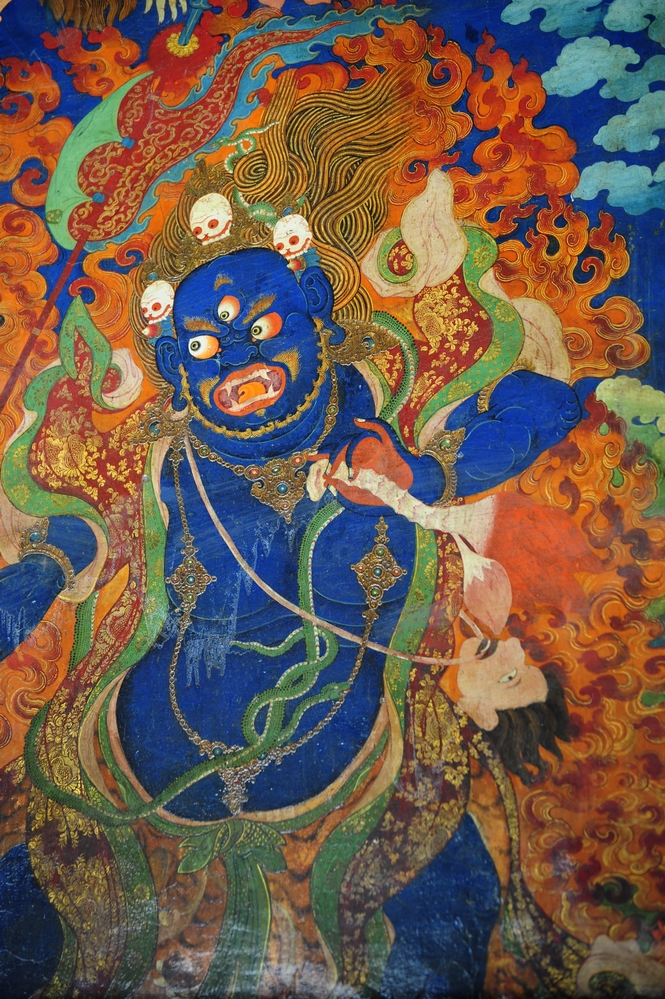
Representació de Pehar Gyalpo en el monestir Nechung, Tibet

La pràctica de l'oracle per possessió d'un esperit o una deïtat està present en les més antigues tradicions religioses tibetanes, com les Bon i Nyingma. Segons la concepció budista, la deïtat projecta el seu esperit per transferència de consciència, un dels sis ioges de Naropa, en un kuten o suport físic. Després de la possessió, el mèdium necessita un període de convalescència. Els oracles han tingut un paper important en el terreny religiós, van ser consultats per recaptar consell pels governs de l'antic Tibet i l'oracle de Nechung continua sent consultat pel govern tibetà en l'exili.
La deïtat que s'expressa per l'oracle és Pehar Gyalpo, un dels esperits dominats per Padmasambhava, que el va nomenar protector del monestir de Samye. Aviat aquest esperit es va establir a la zona del monestir de Nechung i a Samye va ser reemplaçat per l'esperit Tsiu Marpo.
L'origen de les relacions entre Pehar (Dorje Drakden) i els dalai-lama parteix del II dalai-lama, que va visualitzar en nombroses ocasions Pehar, que va acceptar ser el seu protector i del monestir de Drépung, proper al de Nechung.
Quan el 1642 el V dalai-lama es va convertí en cap de l'estat de Tibet, Dorje Drakden va passar a ser considerat el protector dels dalai-lama, del govern del Tibet i del Tibet en el seu conjunt, juntament amb la deïtat Palden Lhamo, que estava encarregada de protegir exclusivament el Tibet. Quan es va construir el palau de Potala, Dorje Drakden va passar a ser el protector de l'estat i el mèdium Nechung kuten va ser el suport físic de l'oracle. Els consells de l'oracle únicament es tenen en compte com un element més a l'hora de prendre decisions. A iniciativa del V dalai-lama, el 2n regent del Tibet, Trinle Gyatso (1660-1668), es va fundar un nou monestir a Nechung i el regent Sangye Gyatso (1679-1703) el va ampliar fins al punt de prendre el nom de Nechung Dorje Drayang Ling (Nechung, 'el jardí del melodiós so del raig'), confirmant la protecció de Pehar.
El monestir de Nechung va arribar a tenir 115 monjos sota el regnat del XIII dalai-lama. El Nechung Kuten tenia el rang d'abat del monestir, mentre que el Nechung Rinpoche va passar a tenir responsabilitats administratives, i tots dos eren nomenats pel govern tibetà. Davant la invasió xinesa de 1959, només 9 monjos van poder exiliar-se a l'Índia i el monestir va ser destruït.

### Altres oracles
Segons un article sobre els oracles tibetans publicat el 1978 pel príncep especialista en el Tibet, Pere de Grècia, a Dharamsala es trobaven exiliats quatre oracles d'alt rang, entre els quals estava el de Nechung.

## Vestuari i trànsit
Durant les cerimònies oficials, el Nechung Kuten vesteix amb brocat d'or i els quatre colors que representen els diferents elements: vermell, blau, verd i groc. Sobre el pit porta un mirall circular envoltat de turqueses i ametistes, amb el mantra Dorje Drakden al centre.
El Nechung Kuten entra en èxtasi mitjançant mantres, oracions i música. Una vegada que l'èxtasi ha començat, se li col·loca sobre el cap una pesada tiara en la qual s'han fixat diverses banderes. Després pren una espasa i comença a dansar; duu a terme una dansa per cada pregunta i, mentrestant, dona una resposta, que ha de ser interpretada. Quan finalitza la sessió, duu a terme una última oració i es desmaia. Pot llegir-se una descripció detallada de la cerimònia en el llibre de Heinrich Harrer Set anys al Tibet.